# Planète Dinosaure
 (septembre 2023).
Le contenu est difficilement compréhensible vu les erreurs de traduction, qui sont peut-être dues à l'utilisation d'un logiciel de traduction automatique.
Planète Dinosaure (en anglais : Planet Dinosaur) est une série télévisée documentaire en six épisodes créée par Nigel Paterson et Phil Dobree, produite par la BBC et narrée par John Hurt. Il a été diffusé pour la première fois au Royaume-Uni en 2011, avec le studio VFX Jellyfish Pictures en tant que producteur. Il s’agit de la première série majeure sur les dinosaures pour BBC One depuis Sur la terre des dinosaures . Il existe plus de 50 espèces préhistoriques différentes, et celles-ci ainsi que leur environnement ont été entièrement créés sous forme d'images générées par ordinateur, représentant environ un tiers du coût de production nécessaire il y a une décennie pour Sur la Terre des Dinosaures,,. Une grande partie de l'intrigue de la série est basée sur les découvertes scientifiques réalisées depuis Sur la Terre des Dinosaures. Le livre d'accompagnement de Planète Dinosaure est sorti le 8 septembre 2011 et les DVD et Blu-ray le 24 octobre 2011.

## Épisodes
| N° | #  | Titre                   | Réalisation | Première diffusion |
| --- | -- | ----------------------- | ----------- | ------------------ |
| 01 | 01 | Un monde perdu          |             |                    |
| Espèces apparaissant dans l'épisode : - Spinosaurus - Carcharodontosaurus - Rugops - Ouranosaurus - Alanqa - Sarcosuchus - Onchopristis - crocodiliens non identifié                                                               |    |                         |             |                    |
| 02 | 02 | Dinosaures à plumes     |             |                    |
| Espèces apparaissant dans l'épisode : - Epidexipteryx - Sinraptor - Saurornithoides - Oviraptor - Gigantoraptor - Xianglong - Microraptor - Sinornithosaurus - Jeholosaurus                                                        |    |                         |             |                    |
| 03 | 03 | Prédateurs suprêmes     |             |                    |
| Espèces apparaissant dans l'épisode : - Daspletosaurus - Chasmosaurus - Troodon - Edmontosaurus - Centrosaurus - Deinosuchus - Majungasaurus - Rahonavis - Rapetosaurus (montré mort)                                              |    |                         |             |                    |
| 04 | 04 | Lutter pour survivre    |             |                    |
| Espèces apparaissant dans l'épisode : - Stegosaurus - Camptosaurus - Allosaurus - Saurophaganax - Kepodactylus - Kimmerosaurus - Pliosaurus funkei - Ammonite - Squatina                                                           |    |                         |             |                    |
| 05 | 05 | Géants parmi les géants |             |                    |
| Espèces apparaissant dans l'épisode : - Argentinosaurus - Skorpiovenator - Notohypsilophodon - Mapusaurus - ptérosaure non identifié - Ouranosaurus - Paralititan - Sarcosuchus - Carcharodontosaurus - crocodiliens non identifié |    |                         |             |                    |
| 06 | 06 | Les Survivants          |             |                    |
| Espèces apparaissant dans l'épisode : - Bradycneme - Magyarosaurus - Eurazhdarcho - Hatzegopteryx - lézards non identifiés - Suskityrannus - Nothronychus - Oviraptor - Alectrosaurus - Gigantoraptor                              |    |                         |             |                    |

## Spin-off
CBBC diffuse une émission dérivée, Planet Dinosaur Files, à partir du 29 septembre 2011, animée par Jem Stansfield. Chaque épisode compare trois créatures mésozoïques et comporte des tests pratiques pour reproduire certains comportements afin de déterminer quelle créature détient quels records. Un spin-off 3D de 60 minutes de Planet Dinosaur est annoncé en juillet 2011 et diffusée le 19 août 2012 sous le nom de Ultimate Killers. 

## Accueil
Tom Sutcliffe de The Independent estime que Planet Dinosaur est visuellement « joli », mais que « les connaissances et la science viennent généralement au second rang du spectacle de B-movie ». Brian Switek du blog Smithsonian Science « Dinosaur Tracking » affirme : « ce qui distingue Planet Dinosaur, et ce que j'ai le plus apprécié, c'est le fait qu'un minimum de science est tissé dans chaque épisode pour appuyer les différentes vignettes présentées ». Il ajoute « [Bien que] Planet Dinosaur ne soit pas le documentaire parfait sur les dinosaures que nous espérions tous, il est cependant bien meilleur que tout ce que j'ai vu récemment. ». 
Gordon Sullivan, de DVD Verdict, en fait une critique positive : « Planet Dinosaur est une belle série qui donne aux téléspectateurs une bonne idée de l’état actuel de nos connaissances sur les dinosaures. En combinant des styles de documentaires sur la nature avec une narration compétente de John Hurt à la voix douce, Planet Dinosaur saura plaire autant aux paléontologues en herbe qu'aux fans de dinosaures plus âgés. ».

## Erreur
Dans l'épisode 5, le narrateur parle d’un tibia de la taille d’un homme positionné au bras. Or, l’os du bras, c’est l’humerus et le tibia est celui de la jambe.